# Bjørn Dæhlie
Bjørn Erlend Dæhlie (* 19. Juni 1967 in Elverum) ist ein ehemaliger norwegischer Skilangläufer. Mit seinen Erfolgen, darunter 12 olympische und 17 Weltmeisterschaftsmedaillen gilt er als dritterfolgreichster Athlet in der Geschichte der Olympischen Winterspiele sowie erfolgreichster Skilangläufer überhaupt.

## Werdegang

### Anfangsjahre
Geboren in Elverum zog es Dæhlies Familie früh nach Nannestad, wo er bereits in jungen Jahren in die Sportlerlaufbahn fand. Er betrieb neben Fußball auch Wandern, Fischen, Jagen und Kajakfahren. Seinen Plan, professioneller Fußballspieler zu werden, gab Dæhlie auf, nachdem ihm einer der örtlichen Skitrainer zu den nordischen Skidisziplinen gebracht hatte. Bereits wenig später spezialisierte er sich auf Skilanglauf. Dæhlie konnte jedoch in den regionalen und lokalen Juniorenwettbewerben nicht überzeugen. Erst nach dem Wechsel ins Profilager feierte er erste Erfolge.
Nachdem Dæhlie bei den Norwegischen Meisterschaften 1988 in Vang als Vierter über 15 km nur knapp eine Medaille verpasst hatte, reiste er mit der norwegischen Mannschaft zu den Olympischen Winterspielen 1988 im kanadischen Calgary. Als Ersatzmann kam er jedoch in keinem der Wettbewerbe zum Einsatz.
Am 7. Januar 1989 gab Dæhlie sein Debüt im Skilanglauf-Weltcup. Im 15-km-Rennen im klassischen Stil in Kavgolovo erreichte er als Elfter auf Anhieb die Punkteränge. Nur sechs Tage später erreichte er als Vierter in Nové Město na Moravě erstmals die Top 10 und verpasste nur knapp sein erstes Podium. Bei den folgenden Nordischen Skiweltmeisterschaften 1989 im finnischen Lahti startete er im 50-km-Einzellauf und kam als Elfter ins Ziel. Bei den zum Saisonende ausgetragenen Norwegischen Meisterschaften 1989 in Geilo, Konneru und Steinkjer gewann er mit Bronze hinter Pål Gunnar Mikkelsplass und Vegard Ulvang über 15 km seine erste nationale Medaille.

### Erste Erfolge im Weltcup
In die folgende Saison 1989/90 startete der Norweger in Salt Lake City mit seinem ersten Weltcupsieg. Auch in Calgary eine Woche später stand er als Zweiter erneut auf dem Podium. Bereits im Februar 1990 gewann er mit dem 15-km-Rennen in Campra seinen zweiten Weltcup. Nur wenige Tage später stellte Dæhlie auch über die 30-km-Distanz im Val di Fiemme seine gute Leistung unter Beweis und kam als Dritter ins Ziel. Bei seinem letzten Saisonstart in Lahti feierte er in der Verfolgung über 30 km seinen dritten Saisonsieg. In der Weltcup-Gesamtwertung sicherte er sich als Dritter ebenfalls erstmals einen Podestrang. Bei den Norwegischen Meisterschaften 1990 in Gjøvik musste er sich über 15 sowie über 30 km nur Kristen Skjeldal geschlagen geben und gewann zweimal die Silbermedaille.
Auch in die neue Weltcup-Saison 1990/91 startete Dæhlie wieder erfolgreich. Nach Rang zwei in Minsk feierte er in Štrbské Pleso erneut einen ungefährdeten Sieg.

### Erster Weltmeisterschaftserfolg
Bei den Nordischen Skiweltmeisterschaften 1991 sicherte sich Dæhlie am 9. Februar mit dem Sieg über 15 km seinen ersten Weltmeistertitel und zudem einen erneuten Weltcup-Sieg, da das Weltmeisterschaftsrennen als Weltcup gerechnet wurde. Über 10 km im klassischen Stil kam er als Neunter ins Ziel. Über 50 km verpasste er als Vierter seine zweite Weltmeisterschaftsmedaille nur knapp. Nachdem ihm zum Saisonende noch einmal zwei elfte Plätze bei den Weltcups in Lahti und Falun gelungen waren, beendete er die Saison erneut auf Rang drei der Weltcup-Gesamtwertung. Bei den Norwegischen Meisterschaften 1991 in Bodø, Misvær und Rognan gewann Dæhlie über 15 km seinen ersten Norwegischen Meistertitel. Über 30 km musste er sich Vegard Ulvang geschlagen geben und landete nur auf dem Silberrang.
Im Dezember startete er mit einem schwachen 14. Platz in Silver Star in die neue Saison 1991/92. Bereits im zweiten Rennen jedoch landete er als Zweiter wieder auf dem Podium. In Thunder Bay, Kavgolovo und Cogne gewann er schließlich drei Weltcups in Folge und reiste damit als einer der Favoriten zu den Olympischen Winterspielen 1992 in Albertville.

### Olympisches Debüt und erste Olympiasiege
Als Mitglied der norwegischen Mannschaft reiste Dæhlie nach Albertville. Bereits in seinem ersten olympischen Rennen über 30 km im klassischen Stil sicherte er sich mit Silber auch seine erste olympische Medaille. Beim folgenden 10-km-Einzellauf verpasste er die Medaillenränge und wurde Vierter. Diesem nur knappen Ergebnis folgten schließlich drei Goldmedaillen und damit drei Olympiasiege. So gewann er die Verfolgung und das 50-km-Einzelrennen sowie mit Terje Langli, Vegard Ulvang und Kristen Skjeldal das 4 × 10-km-Staffelrennen.
Gestärkt von den Erfolgen bei Olympia gelang es Dæhlie in Lahti nur eine Woche nach den Spielen erneut einen deutlichen Weltcupsieg zu feiern. Erstmals konnte er dank seiner starken Einzelergebnisse damit am Ende der Saison den Gesamtweltcupsieg feiern. Zudem sicherte er sich bei den Norwegischen Meisterschaften 1992 in Trondheim über 10 km und über 15 km erneut zwei nationale Meistertitel.
Auch in der folgenden Saison 1992/93 konnte sich Dæhlie fest auf dem Topplatz des Starterfeldes halten. Zwar gelangen ihm bis zu den Nordischen Skiweltmeisterschaften 1993 in Falun nur zwei Weltcupsiege in Ramsau am Dachstein und Kavgolovo, jedoch konnte er dort drei der vier Wettbewerbe für sich entscheiden. So gewann er neben dem Titel im 30-km-Einzel auch erneut die Verfolgung und das Staffelrennen. Zudem sicherte er sich über 50 km die Bronzemedaille. Zum Saisonende gewann er erneut das Weltcuprennen in Štrbské Pleso und sicherte sich schließlich zum zweiten Mal in Folge den Gesamtweltcup-Sieg.

### Zweite Olympiateilnahme
Nach dem Gesamtsieg im Weltcup im Vorjahr und einem erfolgreichen Start in die Saison 1993/94 sicherte sich Dæhlie erneut einen festen Startplatz im norwegischen Team für die Olympischen Winterspiele 1994 in Lillehammer. Nach Silber über 30 km sicherte er sich über 10 km im klassischen Stil seinen vierten Olympiasieg und damit seine vierte olympische Goldmedaille. In der Verfolgung feierte er seinen fünften Titel, bevor er über 50 km die Medaillenränge als Vierter verpasste. Mit der Staffel reichte es nach dem Sieg 1992 nur zu Silber hinter der Mannschaft aus Italien.
Nach den Olympischen Spielen landete Dæhlie in Lahti noch einmal auf dem Podium. In der Weltcup-Gesamtwertung musste er sich deutlich gegen den Kasachen Wladimir Smirnow geschlagen geben. Bei den Norwegischen Meisterschaften 1994 in Vegårdshei blieb er in seinen Paradedisziplinen 10 und 15 km ohne Medaille, sicherte sich aber den Titel über 30 km sowie mit der Mannschaft in der 4 × 10-km-Staffel.
In die Saison 1994/95 startete Dæhlie überraschend im Continental Cup. Nach einem zweiten Rang in Beitostølen am 19. November 1994 kam er jedoch nur einen Tag später beim FIS-Rennen in Geilo zum Einsatz und lief zu einem ungefährdeten Sieg. Zurück im Weltcup feierte er auch in Kiruna nur eine Woche später einen Sieg. Mit Rang zwei auf der Tauplitzalm und einem Sieg in Sappada bewies Dæhlie, das er in dieser Saison wieder zu den Favoriten auf den Gesamtsieg gehört. Bei den Nordischen Skiweltmeisterschaften 1995 in Thunder Bay blieb er in den Einzeldisziplinen erstmals ohne Titel und musste sich mit vier Silbermedaillen zufriedengeben. Lediglich in der Staffel ging der Titel erneut nach Norwegen.
Die Saison beendete Dæhlie mit dem Sieg in Sapporo und holte sich damit auch deutlich seinen dritten Gesamtsieg im Skilanglauf-Weltcup. Bei den Norwegischen Meisterschaften 1995 in Oslo sicherte er sich neben den Einzeltiteln über 10, 15 und 50 km sowie mit der Staffel des Nannestad Skiklubb.

### Erneute Gesamtweltcupsiege und Weltmeistertitel
Auch in der Saison 1995/96 sicherte sich Dæhlie deutlich den Gesamtweltcup-Sieg, nachdem er von November bis Mitte Dezember insgesamt fünf Weltcup-Siege in Folge hatte feiern können. Zudem sicherte er sich sechs weitere Podestplätze. In die folgende Saison 1996/97 startete er nach einem Sieg im Continental Cup auch mit einem Sieg im Weltcup beim 10-km-Einzelrennen in Kiruna. Auch in Brusson und Oberstdorf lief Dæhlie als Erster ins Ziel.
Bei den folgenden Nordischen Skiweltmeisterschaften 1997 in Trondheim gelang ihm erstmals in allen Disziplinen der Sprung aufs Podium. Dabei sicherte er sich über 10 km sowie in der Verfolgung den Weltmeistertitel. Auch mit der Staffel war erneut erfolgreich. Im 30-km-Rennen landete er auf dem Silberrang und über 50 km kam er als Dritter ins Ziel. Bei den Norwegischen Meisterschaften 1997 in Mo i Rana blieb Dæhlie erstmals ohne eine einzige Medaille.

### Dritte Olympische Spiele und letzter Gesamtweltcupsieg
Nachdem Dæhlie auch in die Weltcup-Saison 1997/98 mit Siegen im Val di Fiemme gestartet war, bekam er zum Jahresbeginn 1998 einen Startplatz für seine dritten Olympischen Winterspiele 1998 in Nagano. Mit seinen mittlerweile 30 Jahren gehörte der Norweger dabei zu den ältesten und erfahrensten Skilangläufern bei den Spielen. Über 30 km musste er sich den jüngeren Läufern geschlagen geben und kam nur als 20. ins Ziel. Über 10 km konnte er sich jedoch erneut den Olympiasieg sichern und gewann über 25 km in der Verfolgung zudem die Silbermedaille. Weitreichende Sympathien erlangte er auch dadurch, dass er im Ziel auf den abgeschlagenen Letzten Philip Boit wartete, ihm gratulierte und ihm zum Weitermachen ermunterte.
Nachdem er gemeinsam mit Sture Sivertsen, Erling Jevne und Thomas Alsgaard auch in der Staffel nach Silber 1994 wieder den Titel hatte sichern können, beendete er auch das abschließende 50-km-Einzelrennen auf dem ersten Rang.
Nach eher schwachen Weltcup-Ergebnissen nach den Spielen beendete er die Saison hinter seinem Landsmann Thomas Alsgaard nur auf Rang zwei der Gesamtwertung.
Mit der Weltcup-Saison 1998/99 bestritt Dæhlie seine letzte Weltcup-Saison. Erfolgreich startete er mit einem zweiten Platz in Muonio und zwei Siegen in Toblach. Auch in Davos und Nové Město na Moravě war er erneut erfolgreich. Bei den folgenden Nordischen Skiweltmeisterschaften 1999 in Ramsau am Dachstein blieb der erfolgreichste Skilangläufer der letzten zehn Jahre ohne Titel. Lediglich über 30 km gewann er Bronze. Zudem sicherte er sich mit der Staffel noch einmal Silber.
Die Weltcup-Saison konnte Dæhlie noch einmal dominieren und gewann den Gesamtweltcup zum insgesamt sechsten Mal.

### Karriereende
Seine Karriere musste Dæhlie 2001 während der Vorbereitung auf seine vierten Olympischen Winterspiele 2002 in Salt Lake City, nach denen er zurücktreten wollte, beenden, nachdem er bereits im August 1999 einen Rollski-Unfall gehabt hatte. Er fand zwar zwischenzeitlich zurück zum Sport, konnte aber an alte Leistungen nicht mehr anknüpfen. Dæhlie ist seit 2002 verheiratet und hat zwei Kinder. Seit Anfang 2022 lebt er mit seiner Frau in der Stadt Zug in der Schweiz, zuvor in der Nähe von Oslo.
Auch nach seinem Rücktritt blieb Dæhlie in Norwegen sehr populär. Er ist sehr häufig in der Werbung präsent, besitzt ein Unternehmen für Ski- und Sportausrüstung und moderierte zeitweise eine eigene Fernsehshow. 1997 erhielt er die Holmenkollen-Medaille, obwohl er nie das Rennen am Holmenkollen gewonnen hatte.
Dæhlie unterstützt verschiedene Stiftungen und Organisationen, die sich um die Krankheit Multiple Sklerose engagieren. 2009 nahm er am Benefiz-Skilanglaufrennen American Birkebeiner teil. Im 54-km-Rennen erreichte er in einem Fotofinish den zweiten Rang. 2011 gewann er das Abfahrtsrennen bei der Tretschlitten-Weltmeisterschaft in Hurdal. Im gleichen Jahr gab er bekannt, wieder an Langdistanzrennen, wie dem Marcialonga oder dem Wasalauf teilnehmen zu wollen.

## Erfolge

### Olympische Winterspiele
- 1992 in Albertville: Gold in der Verfolgung, Gold über 50 km, Gold in der Staffel, Silber über 30 km
- 1994 in Lillehammer: Gold über 10 km, Gold in der Verfolgung, Silber über 30 km, Silber in der Staffel
- 1998 in Nagano: Gold über 10 km, Gold über 50 km, Gold in der Staffel, Silber in der Verfolgung

### Weltmeisterschaften
- 1991 im Val di Fiemme: Gold über 15 km, Gold mit der Staffel
- 1993 in Falun: Gold in der Verfolgung, Gold mit der Staffel, Gold über 30 km, Bronze über 50 km
- 1995 in Thunder Bay: Gold mit der Staffel, Silber über 10 km, Silber über 30 km, Silber über 50 km
- 1997 in Trondheim: Gold über 10 km, Gold in der Verfolgung, Gold mit der Staffel, Silber über 30 km, Bronze über 50 km
- 1999 in Ramsau: Silber mit der Staffel, Bronze über 30 km

### Norwegische Meisterschaften
- 1989: Gold mit der Staffel, Bronze über 15 km
- 1990: Gold mit der Staffel, Silber über 15 km, Silber über 30 km
- 1991: Gold über 10 km, Gold über 15 km, Silber über 30 km
- 1992: Gold über 10 km, Gold über 15 km, Bronze mit der Staffel
- 1993: Gold über 10 km, Gold über 15 km, Gold über 50 km, Gold mit der Staffel
- 1994: Gold über 30 km, Gold mit der Staffel
- 1995: Gold über 10 km, Gold über 15 km, Gold über 50 km, Gold mit der Staffel
- 1996: Gold mit der Staffel
- 1998: Silber über 50 km, Silber mit der Staffel
- 1999: Gold über 10 km, Gold über 30 km, Silber über 15 km

### Weltcupsiege im Einzel
| Nr. | Datum             | Ort                 | Disziplin                         |
| --- | ----------------- | ------------------- | --------------------------------- |
| 1.  | 9. Dezember 1989  | Salt Lake City      | 15 km klassisch Individualstart   |
| 2.  | 17. Februar 1990  | Campra              | 15 km Freistil Individualstart    |
| 3.  | 3. März 1990      | Lahti               | 15/15 km Verfolgung               |
| 4.  | 9. Januar 1991    | Štrbské Pleso       | 30 km Freistil Individualstart    |
| 5.  | 9. Februar 1991   | Val di Fiemme       | 15 km Freistil Individualstart 1  |
| 6.  | 14. Dezember 1991 | Thunder Bay         | 30 km Freistil Individualstart    |
| 7.  | 4. Januar 1992    | Kavgolovo           | 30 km klassisch Individualstart   |
| 8.  | 11. Januar 1992   | Cogne               | 15 km Freistil Individualstart    |
| 9.  | 15. Februar 1992  | Albertville         | 10/15 km Verfolgung 2             |
| 10. | 22. Februar 1992  | Albertville         | 50 km Freistil Individualstart 2  |
| 11. | 29. Februar 1992  | Lahti               | 15 km klassisch Individualstart   |
| 12. | 13. Dezember 1992 | Ramsau am Dachstein | 15 km klassisch Individualstart   |
| 13. | 3. Januar 1993    | Kavgolovo           | 30 km klassisch Individualstart   |
| 14. | 20. Februar 1993  | Falun               | 30 km klassisch Individualstart 3 |
| 15. | 24. Februar 1993  | Falun               | 10/15 km Verfolgung 3             |
| 16. | 19. März 1993     | Štrbské Pleso       | 15 km klassisch Individualstart   |
| 17. | 18. Dezember 1993 | Davos               | 15 km Freistil Individualstart    |
| 18. | 17. Februar 1994  | Lillehammer         | 10 km klassisch Individualstart 4 |
| 19. | 19. Februar 1994  | Lillehammer         | 10/15 km Verfolgung 4             |
| 20. | 27. November 1994 | Kiruna              | 10 km klassisch Individualstart   |
| 21. | 17. Dezember 1994 | Sappada             | 15 km Freistil Individualstart    |
| 22. | 8. Januar 1995    | Östersund           | 30 km Freistil Individualstart    |
| 23. | 4. Februar 1995   | Falun               | 30 km klassisch Individualstart   |
| 24. | 25. März 1995     | Sapporo             | 15 km Freistil Individualstart    |
| 25. | 29. November 1995 | Gällivare           | 15 km Freistil Individualstart    |
| 26. | 9. Dezember 1995  | Davos               | 30 km klassisch Individualstart   |
| 27. | 13. Dezember 1995 | Brusson             | 15 km Freistil Individualstart    |
| 28. | 16. Dezember 1995 | Santa Caterina      | 10 km klassisch Individualstart   |
| 29. | 17. Dezember 1995 | Santa Caterina      | 15 km Freistil Individualstart    |
| 30. | 2. Februar 1996   | Seefeld             | 10 km Freistil Individualstart    |
| 31. | 23. November 1996 | Kiruna              | 10 km Freistil Individualstart    |
| 32. | 14. Dezember 1996 | Brusson             | 15 km Freistil Individualstart    |
| 33. | 18. Dezember 1996 | Oberstdorf          | 30 km klassisch Individualstart   |
| 34. | 24. Februar 1997  | Trondheim           | 10 km klassisch Individualstart 5 |
| 35. | 25. Februar 1997  | Trondheim           | 10/15 km Verfolgung 5             |
| 36. | 8. März 1997      | Falun               | 15 km klassisch Individualstart   |
| 37. | 11. März 1997     | Sunne               | 1 km Sprint Freistil              |
| 38. | 22. November 1997 | Beitostølen         | 10 km Freistil Individualstart    |
| 39. | 13. Dezember 1997 | Val di Fiemme       | 10 km klassisch Individualstart   |
| 40. | 15. Dezember 1997 | Val di Fiemme       | 15 km Freistil Individualstart    |
| 41. | 20. Dezember 1997 | Davos               | 30 km klassisch Individualstart   |
| 42. | 12. Dezember 1998 | Toblach             | 10 km Freistil Individualstart    |
| 43. | 13. Dezember 1998 | Toblach             | 15 km klassisch Individualstart   |
| 44. | 19. Dezember 1998 | Davos               | 30 km klassisch Individualstart   |
| 45. | 9. Januar 1999    | Nové Město          | 15 km klassisch Individualstart   |
| 46. | 7. März 1999      | Lahti               | 15 km klassisch Individualstart   |

### Siege bei Continental-Cup-Rennen
| Nr. | Datum             | Ort         | Disziplin       | Serie           |
| --- | ----------------- | ----------- | --------------- | --------------- |
| 1.  | 16. November 1996 | Beitostølen | 15 km klassisch | Continental Cup |

## Statistik

### Weltcup-Platzierungen
Die Tabelle zeigt die erreichten Platzierungen im Einzelnen.
- 1.–3. Platz: Anzahl der Podiumsplatzierungen
- Top 10: Anzahl der Platzierungen unter den ersten zehn
- Punkteränge: Anzahl der Platzierungen innerhalb der Punkteränge
- Starts: Anzahl gelaufener Rennen in der jeweiligen Disziplin
- Hinweis: Bei den Distanzrennen erfolgt die Einordnung gemäß FIS.

| Platzierung         | Distanzrennen a | Distanzrennen a | Distanzrennen a | Distanzrennen a | Distanzrennen a | Skiathlon Verfolgung | Sprint | Etappen- rennen b | Gesamt | Team c | Team c  |
| Platzierung         | ≤ 5 km          | ≤ 10 km         | ≤ 15 km         | ≤ 30 km         | > 30 km         | Skiathlon Verfolgung | Sprint | Etappen- rennen b | Gesamt | Sprint | Staffel |
| ------------------- | --------------- | --------------- | --------------- | --------------- | --------------- | -------------------- | ------ | ----------------- | ------ | ------ | ------- |
| 1. Platz            |                 | 9               | 19              | 11              | 1               | 5                    | 1      |                   | 46     |        |         |
| 2. Platz            |                 | 4               | 7               | 9               | 3               |                      |        |                   | 23     |        |         |
| 3. Platz            |                 |                 | 6               | 2               | 4               |                      |        |                   | 12     |        |         |
| Top 10              |                 | 18              | 38              | 29              | 12              | 6                    | 2      |                   | 105    |        |         |
| Punkteränge         |                 | 20              | 39              | 36              | 13              | 6                    | 2      |                   | 116    |        |         |
| Starts              |                 | 20              | 39              | 36              | 14              | 6                    | 2      |                   | 117    |        |         |
| Stand: Karriereende |                 |                 |                 |                 |                 |                      |        |                   |        |        |         |

### Weltcupwertungen
| Saison  | Gesamt | Gesamt | Langdistanz | Langdistanz | Sprint | Sprint |
| Saison  | Punkte | Platz  | Punkte      | Platz       | Punkte | Platz  |
| ------- | ------ | ------ | ----------- | ----------- | ------ | ------ |
| 1988/89 | 36     | 14.    | -           | -           | -      | -      |
| 1989/90 | 118    | 3.     | -           | -           | -      | -      |
| 1990/91 | 105    | 3.     | -           | -           | -      | -      |
| 1991/92 | 198    | 1.     | -           | -           | -      | -      |
| 1992/93 | 696    | 1.     | -           | -           | -      | -      |
| 1993/94 | 680    | 2.     | -           | -           | -      | -      |
| 1994/95 | 930    | 1.     | -           | -           | -      | -      |
| 1995/96 | 1110   | 1.     | -           | -           | -      | -      |
| 1996/97 | 845    | 1.     | 210         | 2.          | 448    | 1.     |
| 1997/98 | 678    | 2.     | 196         | 2.          | 482    | 2.     |
| 1998/99 | 885    | 1.     | 360         | 2.          | 480    | 1.     |

## Auszeichnungen
- Europas Sportler des Jahres 1998
- Norwegens Sportler des Jahres 1995, 1998[21]
- Holmenkollen-Medaille 1997
- Aftenposten-Goldmedaille 1997[22]
- Fearnleys olympiske ærespris 1992[23]